# Zapoteca microcephala
Zapoteca microcephala är en ärtväxtart som först beskrevs av Nathaniel Lord Britton och Ellsworth Paine Killip, och fick sitt nu gällande namn av Héctor Manuel Hernández. Zapoteca microcephala ingår i släktet Zapoteca och familjen ärtväxter. Inga underarter finns listade i Catalogue of Life.